# 东台鱼汤面
东台鱼汤面，江苏省著名小吃，当地称为鱼汤面，又叫“白汤面”。

## 历史
源于清乾隆三十三年（公元1758年）的江苏省东台市。相传为乾隆年间被逐出宫廷流浪到东台的御厨创制，受到盐商的欢迎。1915年的旧金山巴拿马万国博览会上，现场制作的东台鱼汤面获得金奖。

## 特点
东台鱼汤面以“汤白质浓，滴点成珠，营养丰富，清爽可口”而著名。熬鱼汤时一般使用黄鳝骨，鲫鱼，猪骨，虾籽等价格便宜却味美的原料，经过炸，炖等多个步骤熬出汤头，加上当地俗称“水面”的细面条，食用前撒上猪油和香菜，因味道鲜美而价格低廉而非常受当地人欢迎，有“吃一碗，想三年”的说法。

## 现状
东台鱼汤面一直作为地方特产而被东台地方政府宣传，因为东台市为江苏省盐城市的下辖县级市，也被盐城地方政府作为地方特产而宣传。曾于1985年和2005年两度获得“江苏名小吃”的称号。